# Matthias Keller
Matthias Keller (Schweinfurt, 20. studenog 1974.) je njemački nogometaš koji igra kao vezni igrač za TSG 1899 Hoffenheim.

Bio je član tima koji je osvojio promociju u 2.Bundesligu kao i promociju u Bundesligu. Od kraja sezone 2008./09. igrao je za Hoffenheimovu rezervnu momčad do kraja 2009.

Ima ženu Sonju i jednu kćer.